# UFC 6
UFC 6 foi um evento de artes marciais mistas promovido pelo Ultimate Fighting Championship realizado no Casper Events Center em Casper, Estados Unidos em 14 de julho de 1995. O evento foi transmitido ao vivo em pay-per-view nos Estados Unidos e depois foi lançado para VHC.

## História
O UFC 6 contou com a coroação do primeiro Campeão do UFC a conquistar o título fora do formato de torneio. Também houve a segunda luta de atração especial, chamada 'The Superfight' (posteriormente promovido campeão dos pesos pesados), que continuou do UFC 5 já que não houve vencedor oficial na Superluta anterior. O UFC 6 também contou com um torneio de oito homens e duas lutas alternativas que não foram exibidas na transmissão ao vivo do pay-per-view. O torneio não teve classes ou limites de peso. Cada luta não teve round; portanto, nenhum juiz foi usado durante a noite. Um limite de tempo de 20 minutos foi imposto para as lutas das quartas de final e semifinais do torneio. As finais do torneio e da Superluta tiveram limite de tempo de 30 minutos e, se necessário, prorrogação de cinco minutos.
Este evento continuou o formato Superfight do UFC 5 para determinar o atual campeão do UFC para os vencedores do torneio enfrentarem. Ken Shamrock permaneceu no local e seu oponente foi o campeão do UFC 5, Dan Severn, em uma luta pelo título apelidada de "The Clash of the Titans".
O árbitro da noite foi 'Big' John McCarthy, e Michael Buffer atuou como locutor convidado da noite. Ron Van Clief foi o primeiro e único comissário do UFC no evento. Taimak oficiou as lutas preliminares no UFC 6 e também no UFC 7.

## Resultados
Nota 1 Pelo Cinturão Superfight do UFC.

Nota 2 Macias substituiu Patrick Smith, que não pode continuar na competição devido a cólicas estomacais.

## Torneio
|  | Quartas de final | Quartas de final          | Quartas de final |                           |                | Semifinais                      | Semifinais | Semifinais |  |  | Final | Final | Final |  |
|  |                  |                           |                  |                           |                |                                 |            |            |  |  |       |       |       |  |
|  | Estados Unidos   | Tank Abbott (Wrestling)   | KO               |                           |                |                                 |            |            |  |  |       |       |       |  |
|  | Estados Unidos   | Tank Abbott (Wrestling)   | KO               |                           |                |                                 |            |            |  |  |       |       |       |  |
|  | Estados Unidos   | John Matua (kapu kuialua) | 0:20             |                           |                |                                 |            |            |  |  |       |       |       |  |
|  | Estados Unidos   | John Matua (kapu kuialua) | 0:20             |                           | Estados Unidos | Tank Abbott (Wrestling)         | TKO        |            |  |  |       |       |       |  |
|  |                  |                           |                  |                           | Estados Unidos | Tank Abbott (Wrestling)         | TKO        |            |  |  |       |       |       |  |
|  |                  |                           | Estados Unidos   | Paul Varelans (Wrestling) | 1:53           |                                 |            |            |  |  |       |       |       |  |
|  | Estados Unidos   | Paul Varelans (Wrestling) | Estados Unidos   | Paul Varelans (Wrestling) | 1:53           | KO                              |            |            |  |  |       |       |       |  |
|  | Estados Unidos   | Paul Varelans (Wrestling) |                  |                           |                |                                 |            |            |  |  |       |       |       |  |
|  | Estados Unidos   | Cal Worsham (Boxe)        | 1:20             |                           |                |                                 |            |            |  |  |       |       |       |  |
|  | Estados Unidos   | Cal Worsham (Boxe)        | 1:20             |                           | Estados Unidos | Tank Abbott (Wrestling)         | 17:45      |            |  |  |       |       |       |  |
|  |                  |                           |                  |                           |                |                                 |            |            |  |  |       |       |       |  |
|  |                  |                           | Rússia           | Oleg Taktarov (Sambo))    | FIN            |                                 |            |            |  |  |       |       |       |  |
|  | Estados Unidos   | Patrick Smith (Taekwondo) | Rússia           | Oleg Taktarov (Sambo))    | FIN            | FIN                             |            |            |  |  |       |       |       |  |
|  | Estados Unidos   | Patrick Smith (Taekwondo) |                  |                           |                |                                 |            |            |  |  |       |       |       |  |
|  | Equador          | Rudyard Moncayo (Kenpō)   | 1:08             |                           |                |                                 |            |            |  |  |       |       |       |  |
|  | Equador          | Rudyard Moncayo (Kenpō)   | 1:08             |                           | Estados Unidos | Anthony Macias [a] (Muay Thau)) | 0:09       |            |  |  |       |       |       |  |
|  |                  |                           |                  |                           | Estados Unidos | Anthony Macias [a] (Muay Thau)) | 0:09       |            |  |  |       |       |       |  |
|  |                  |                           | Rússia           | Oleg Taktarov (Sambo))    | FIN            |                                 |            |            |  |  |       |       |       |  |
|  | Rússia           | Oleg Taktarov (Sambo)     | Rússia           | Oleg Taktarov (Sambo))    | FIN            | FIN                             |            |            |  |  |       |       |       |  |
|  | Rússia           | Oleg Taktarov (Sambo)     |                  |                           |                |                                 |            |            |  |  |       |       |       |  |
|  | Canadá           | Dave Beneteau (Wrestling) | 0:57             |                           |                |                                 |            |            |  |  |       |       |       |  |

- a. ^  Patrick Smith foi forçado a abandonar devido a lesões. Ele foi substituído por Anthony Macias.